# VBulletin
vBulletin е мощен софтуер, който предлага не само форуми, но също така и блогове и статии. Той се рекламира като сигурен и лесен за използване софтуер. Лицензната цена зависи от версията (Publishing Suite, Mobile Suite, или форум Classic). Той е един от най-добрите платформи форум, и изборът на много от големите сайтове.